# Cmentarz ewangelicki w Brodnicy (Plac Erazma Glicznera)
Cmentarz ewangelicki w Brodnicy – zamknięty cmentarz protestancki z końca XVI wieku, położony w Brodnicy, obecnie na Placu Erazma Glicznera.

## Historia
Jednym z najstarszych znanych cmentarzy w Brodnicy był cmentarz ewangelicki, którego lokalizacja odpowiada położeniu dzisiejszego Placu Erazma Glicznera. Jego teren został podarowany współwyznawcom w 1599 roku przez starościnę brodnicką Zofię Działyńską.
Na tym cmentarzu pochowano m.in. zmarłego w Brodnicy znanego pisarza i reformatora religijnego Erazma Glicznera (zmarł 26 stycznia 1603) oraz starościnę brodnicką, księżniczkę Annę Wazównę (zmarła 6 lutego 1625), dla której w centralnej części nekropoli wybudowano grobowiec, w którym jej zwłoki spoczywały aż do drugiego uroczystego pogrzebu, który miał miejsce 16 lipca 1636 roku w Toruniu. Do drugiego pochówku – godnego pozycji Anny doprowadził jej bratanek, król Polski Władysław IV Waza, Wazówna będąc siostrą króla Polski Zygmunta III Wazy powinna zostać pochowana na Wawelu, jednak sprzeciwił się temu Kościół katolicki uzasadniając swoją decyzję tym, że księżniczka Anna nie wyrzekła się swojej protestanckiej wiary na łożu śmierci.
Cmentarz zamknięto w 1798 roku z powodu jego zapełnienia, a nowy utworzono na Piaskach (cmentarz ewangelicki na ul. Sądowej). Po zamknięciu cmentarza w kolejnym wieku istniejące tam groby splantowano urządzając na ich miejscu boisko, wybudowano tam także ewangelicką szkołę elementarną (ul. Kościelna 6) oraz ewangelicki dom starców (ul. Kościelna 4).
Obecnie teren byłego cmentarza zajmuje parking miejski, a w budynku dawnej szkoły ewangelickiej jest m.in. pizzeria. O tym, że w tym miejscu przed wiekami istniał cmentarz, niestety nie informuje żadna tablica pamiątkowa.